# كريل بقري
ايفوزي بقري أو كريل بقري (الاسم العلمي:Nematobrachion boopis) هو نوع من الحيوانات البحرية يتبع جنس ايفوزي خيطي الغلاصم من فصيلة الايفوزية.